# العلاقات اليمنية الزامبية
العلاقات اليمنية الزامبية هي العلاقات الثنائية التي تجمع بين اليمن وزامبيا.

## مقارنة بين البلدين
هذه مقارنة عامة ومرجعية للدولتين:
| وجه المقارنة                                              | اليمن                   | زامبيا                         |
| --------------------------------------------------------- | ----------------------- | ------------------------------ |
| المساحة (كم2)                                             | 555.00 ألف              | 752.62 ألف                     |
| عدد السكان (نسمة)                                         | 28.25 مليون             | 17.09 مليون                    |
| الكثافة السكانية (ن./كم²)                                 | 50.9                    | 22.71                          |
| العاصمة                                                   | صنعاء عدن (عاصمة مؤقتة) | لوساكا                         |
| اللغة الرسمية                                             | اللغة العربية           | لغة إنجليزية                   |
| العملة                                                    | ريال يمني               | كواشا زامبي، كواشا زامبي قديم ‏ |
| الناتج المحلي الإجمالي (بليون دولار)                      | 18.21 مليار             | 25.81 مليار                    |
| الناتج المحلي الإجمالي (تعادل القوة الشرائية) بليون دولار | 75.69 مليار             | 62.18 مليار                    |
| الناتج المحلي الإجمالي الاسمي للفرد دولار أمريكي          | 1.41 ألف                | 1.30 ألف                       |
| الناتج المحلي الإجمالي للفرد دولار أمريكي                 |                         | 3.90 ألف                       |
| مؤشر التنمية البشرية                                      | 0.498                   | 0.586                          |
| رمز المكالمات الدولي                                      | +967                    | +260                           |
| رمز الإنترنت                                              | .ye                     | .zm                            |
| المنطقة الزمنية                                           | ت ع م+03:00             | ت ع م+02:00                    |

## منظمات دولية مشتركة
يشترك البلدان في عضوية مجموعة من المنظمات الدولية، منها:
| علم المنظمة | اسم المنظمة                                                | تاريخ انضمام اليمن | تاريخ انضمام زامبيا |
| ----------- | ---------------------------------------------------------- | ------------------ | ------------------- |
|             | مؤسسة التنمية الدولية                                      | 22 مايو 1970       | 23 سبتمبر 1965      |
|             | الأمم المتحدة                                              | 30 سبتمبر 1947     | 1 ديسمبر 1964       |
|             | العملية المشتركة للاتحاد الأفريقي والأمم المتحدة في دارفور | ?                  | ?                   |
|             | منظمة الشرطة الجنائية الدولية                              | ?                  | ?                   |
|             | المركز الدولي لتسوية المنازعات الاستشارية                  | 20 نوفمبر 2004     | 17 يوليو 1970       |
|             | الاتحاد الدولي للاتصالات                                   | 1931               | 23 أغسطس 1965       |
|             | البنك الدولي للإنشاء والتعمير                              | 3 أكتوبر 1969      | 23 سبتمبر 1965      |
|             | الاتحاد البريدي العالمي                                    | ?                  | ?                   |
|             | منظمة حظر الأسلحة الكيميائية                               | ?                  | ?                   |
|             | مؤسسة التمويل الدولية                                      | 22 مايو 1970       | 23 سبتمبر 1965      |
|             | وكالة ضمان الاستثمار متعدد الأطراف                         | 12 مارس 1996       | 6 يونيو 1988        |
|             | يونسكو                                                     | 2 أبريل 1962       | 9 نوفمبر 1964       |